# Awash

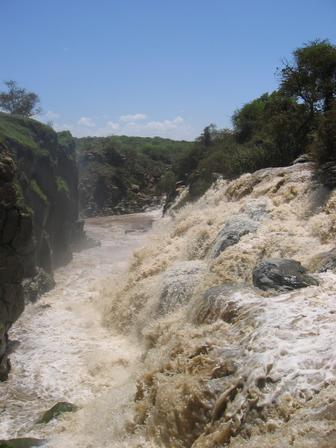
Awash

Awash är en av Etiopiens större floder.
Awash rinner på södra sidan av berget Warque, väster om Addis Abeba. Härifrån flyter floden söderut och runt Addis Abeba, först österut och vänder sedan mot nordost. Den flyter sedan samman med den stora bifloden Germaa (eller Kasam) och passerar Awash nationalpark innan den rinner in i låglandsområdet Danakil och slutligen rinner ut i sjön Abhe Bad på gränsen till Djibouti, omkring 100 km från havet.
På sin mellersta sträckning är Awash en stark ström, nära 60 meter bred och 1,2 meter djup under torrperioden. Under högvattenssäsongen stiger flodens vattenstånd med 15 till 20 meter, vilket översvämmar det öppna landskapet flera kilometer längs flodens strandbankar.
Andra bifloder till Awash är Milae, Berkanna, Kabenna och Durkham.
Awash har varit historiskt viktig, fungerade de facto som gränsen mellan den dominerande kristna befolkningen i norr och den dominerande muslimska i söder under senare delen av 1500-talet.

## Awash nedre dalgång
Flodens nedre dalgång blev 1980 uppsatt på Unescos världsarvslista. Det var här man hittade förmänniskan Lucy, se vidare Australopithecus afarensis.